# Campaea viridoperlata
Campaea viridoperlata là một loài bướm đêm trong họ Geometridae.